# Trousseaujev znak
Trousseaujev znak je v medicini specifičen znak, ki se pojavi pri bolnikih z nizko ravnjo kalcija v krvi (hipokalciemijo) in posledično latentno tetanijo. Povišan tlak v manšeti sfingomanometra sproži krč (spazem) mišic v zapestju. Pokaže se kot krč prstov na roki, ki ga izzove triminutno zažetje zgornjega uda s sfigmomanometrom s tlakom malo nad sistoličnim krvnim tlakom.
Trousseaujev znak je lahko pozitiven, preden se izrazijo drugi znaki hipokalciemije, na primer hiperrefleksija in tetanija. Zato velja za prepoznavo hipokalciemije za senzitivnejšega (94-% občutljivost) kot Chvostekov znak (29-% občutljivost).
Poimenovan je po francoskem zdravniku Armandu Trousseauju, ki ga je prvič opisal leta 1861. Po njem je poimenovan tudi Trousseaujev sindrom, ki pa pomeni migratorni tromboflebitis (vnetjem venskih sten z razvojem strdkov) pri bolnikih z rakom drobovja.